# Jan Petersen
Pour les articles homonymes, voir Petersen.
Jan Petersen, né le 11 juin 1946 à Oslo, est un diplomate et homme politique norvégien. Membre du Parlement depuis 1981 et leader du Parti conservateur de 1994 à 2004. Ministre des Affaires étrangères de 2001 à 2005 dans le gouvernement de Kjell Magne Bondevik.